# Pseudoneureclipsis amulius
Pseudoneureclipsis amulius är en nattsländeart som beskrevs av Malicky 1997. Pseudoneureclipsis amulius ingår i släktet Pseudoneureclipsis och familjen fångstnätnattsländor. Inga underarter finns listade i Catalogue of Life.